# Châtaincourt
Châtaincourt ist eine französische Gemeinde mit 227 Einwohnern (Stand: 1. Januar 2022) im Département Eure-et-Loir in der Region Centre-Val de Loire; sie gehört zum Arrondissement Dreux und zum Kanton Saint-Lubin-des-Joncherets. 

## Geographie
Châtaincourt liegt etwa 35 Kilometer nordnordwestlich von Chartres. Umgeben wird Châtaincourt von den Nachbargemeinden Escorpain im Norden, Boissy-en-Drouais im Norden und Nordosten, Allainville im Nordosten, Garancières-en-Drouais im Osten, Saulnières im Osten und Südosten, Fontaine-les-Ribouts im Süden, Saint-Ange-et-Torçay im Süden und Südwesten sowie Laons im Westen.

## Bevölkerungsentwicklung
| Jahr                       | 1962 | 1968 | 1975 | 1982 | 1990 | 1999 | 2006 | 2013 | 2020 |
| Einwohner                  | 199  | 169  | 143  | 190  | 237  | 262  | 249  | 243  | 240  |
| Quellen: Cassini und INSEE |      |      |      |      |      |      |      |      |      |

## Sehenswürdigkeiten

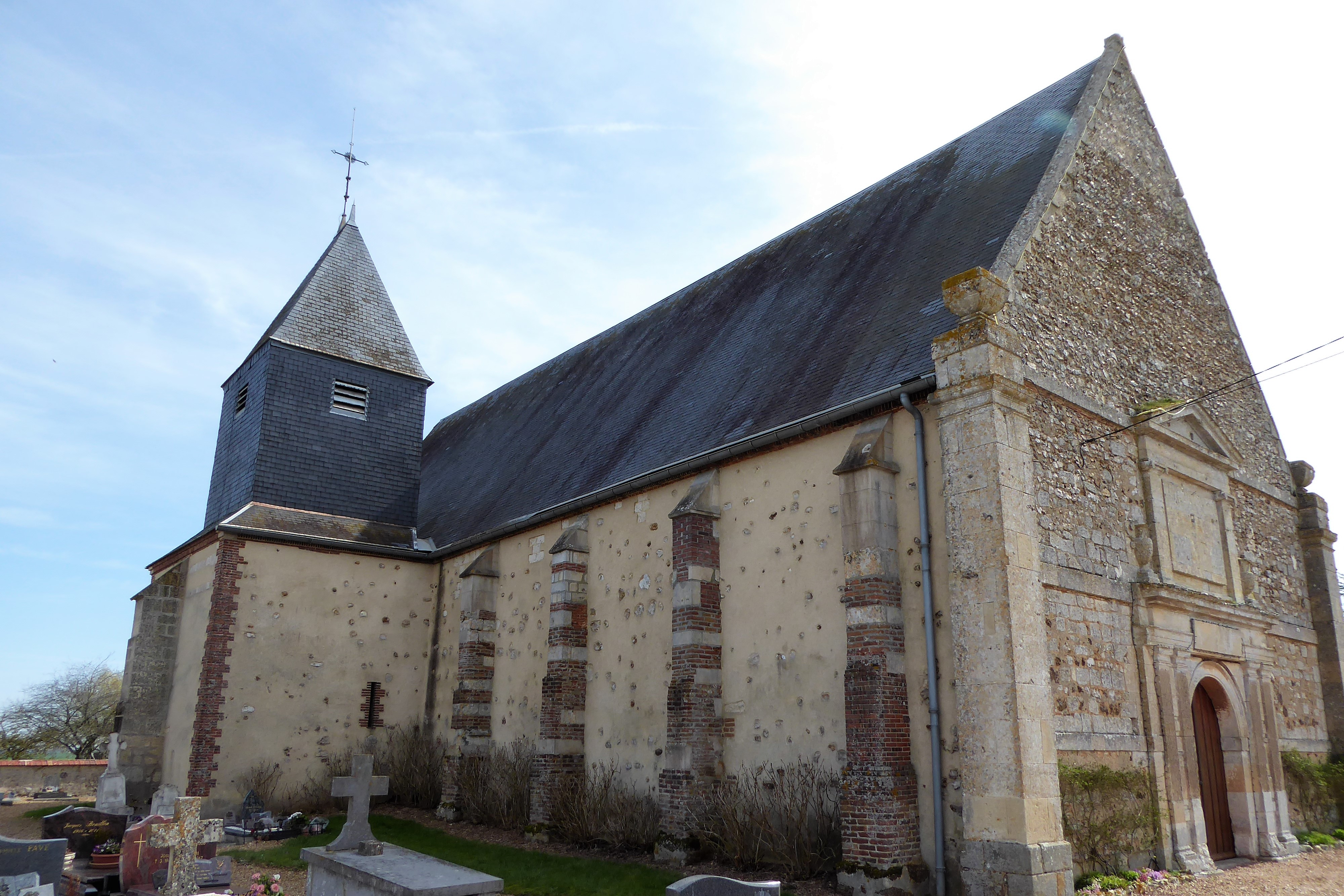
Kirche Saint-Martin

- Kirche Saint-Martin